# Anemone biflora
Anemone biflora är en ranunkelväxtart som beskrevs av Dc.. Anemone biflora ingår i släktet sippor, och familjen ranunkelväxter.

## Underarter
Arten delas in i följande underarter:
- A. b. eranthioides
- A. b. gortschakowii
- A. b. petiolulosa